# フランクフルト市電N形電車
N形は、ドイツの都市であるフランクフルト・アム・マインの路面電車のフランクフルト市電にかつて在籍していた車両の1形式。1両単位の輸送力を増やした3車体連接車である。

## 概要
1959年から営業運転を開始した、フランクフルト市電初の連接車であるM形電車に続いて導入された形式。2車体連接車であるM形の中間に、21人分の座席が設置された中間車体を挟んだ3車体連接車で、1両単位の輸送力が更に増加した。一方で車体長が長くなった事もあり、従来の車両のような付随車の製造は行われず、M形の付随車であるm形や旧型の2軸付随車であるka形が後方に連結されたものの、単独運転が主体であった事から1984年に連結器が撤去された。また、最初の2両（801、802）については地下鉄（フランクフルト地下鉄）建設計画に備えて高床式プラットホームに対応した折り畳みステップが設置されたが、その後地下鉄路線にはM形のみが導入される事となり、1960年代の終わりに撤去された。
M形の2次車（631 - 635）と共に1963年に30両（801 - 830）が導入されたが、そのうち1両（805）については後述の事故の結果M形として復旧が実施された。以降は残された車両がフランクフルト市電の各系統で使用されたが、2000年代以降は新型車両の導入により廃車が進み、2004年までに営業運転から撤退した。2021年現在は1両（812→112）がフランクフルト市電で動態保存されている他、フランクフルト消防団の訓練用として1両（818）が残存する。

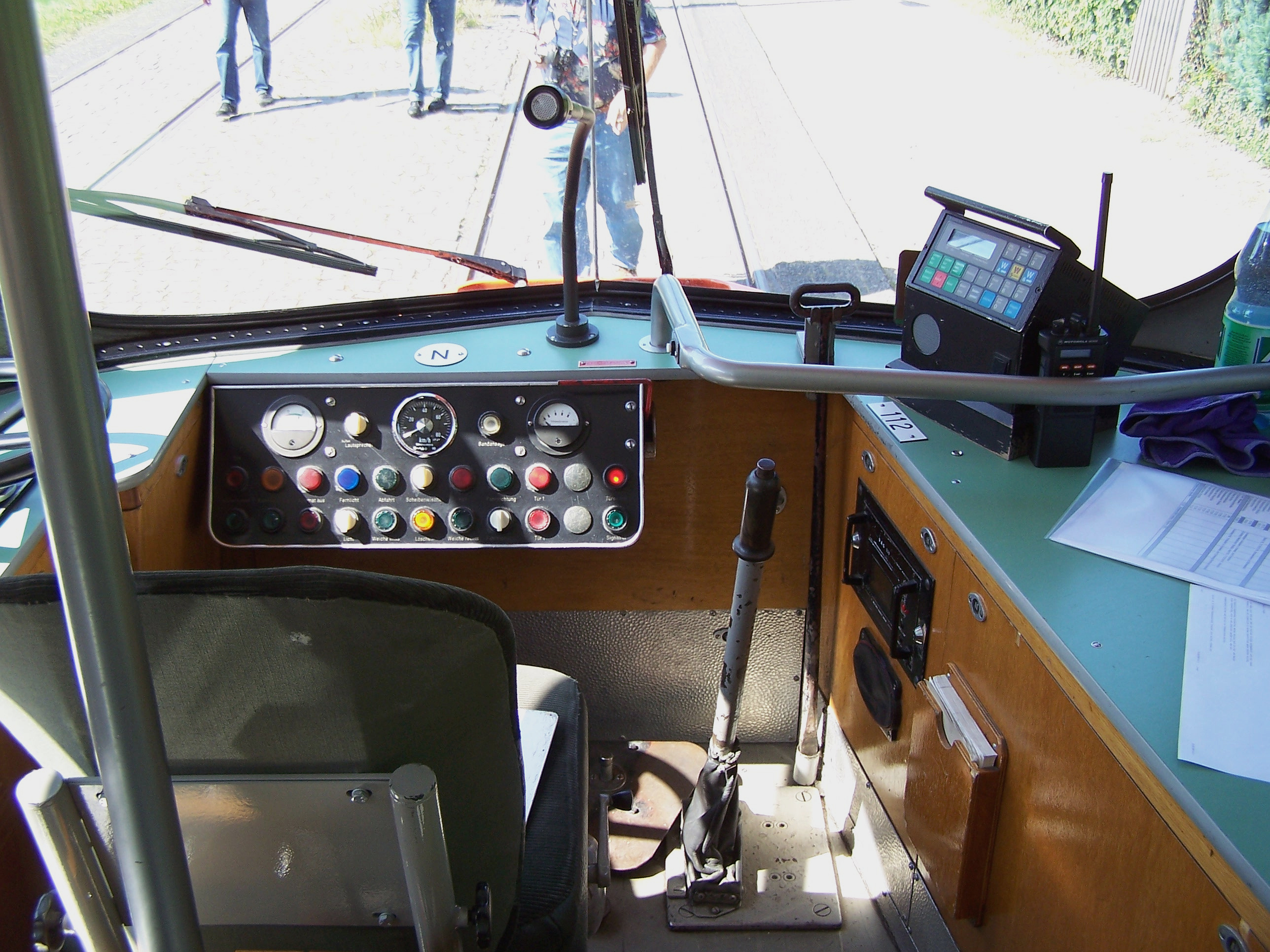
運転台（2009年撮影）
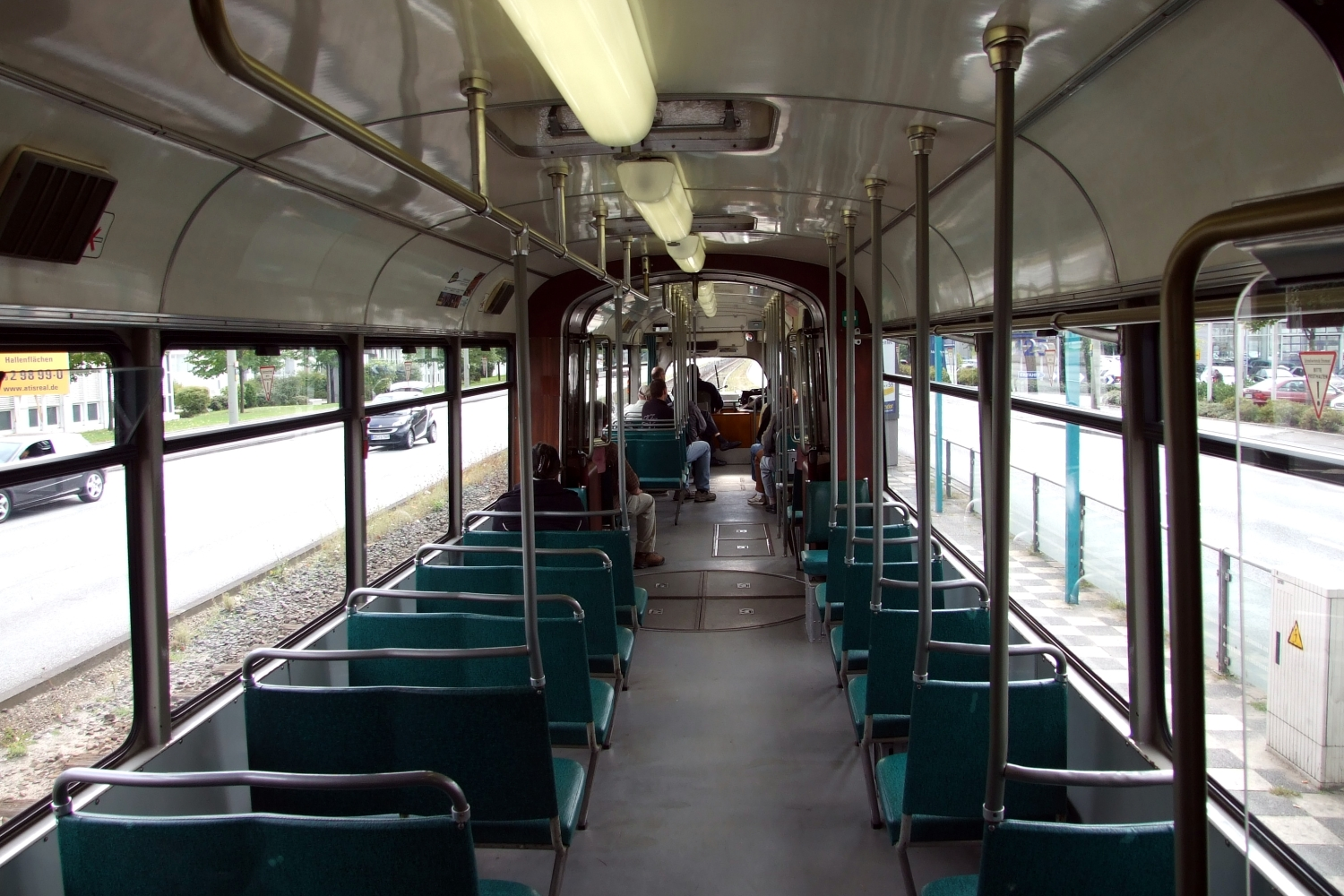
車内（2008年撮影）
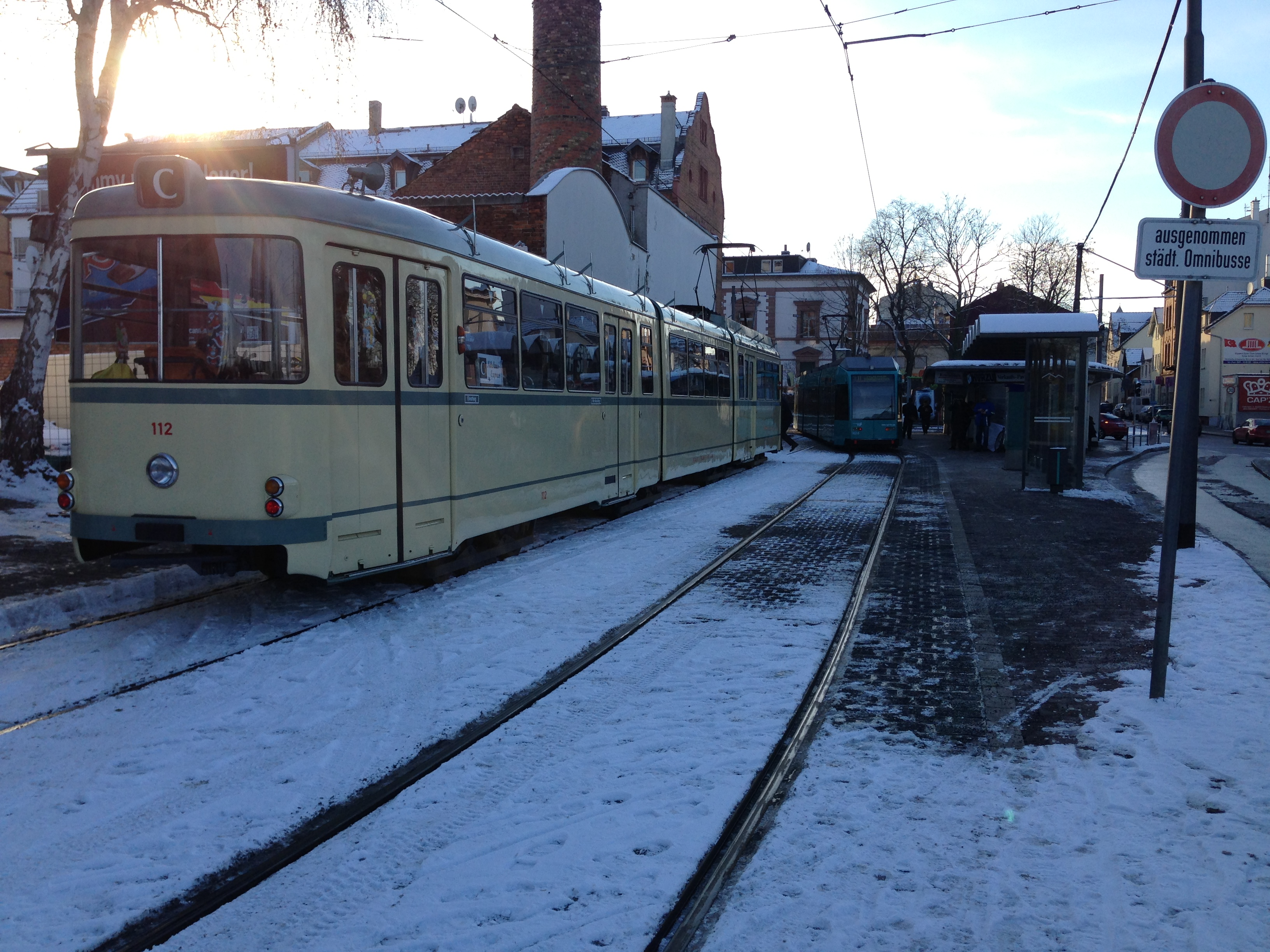
後方（2012年撮影）
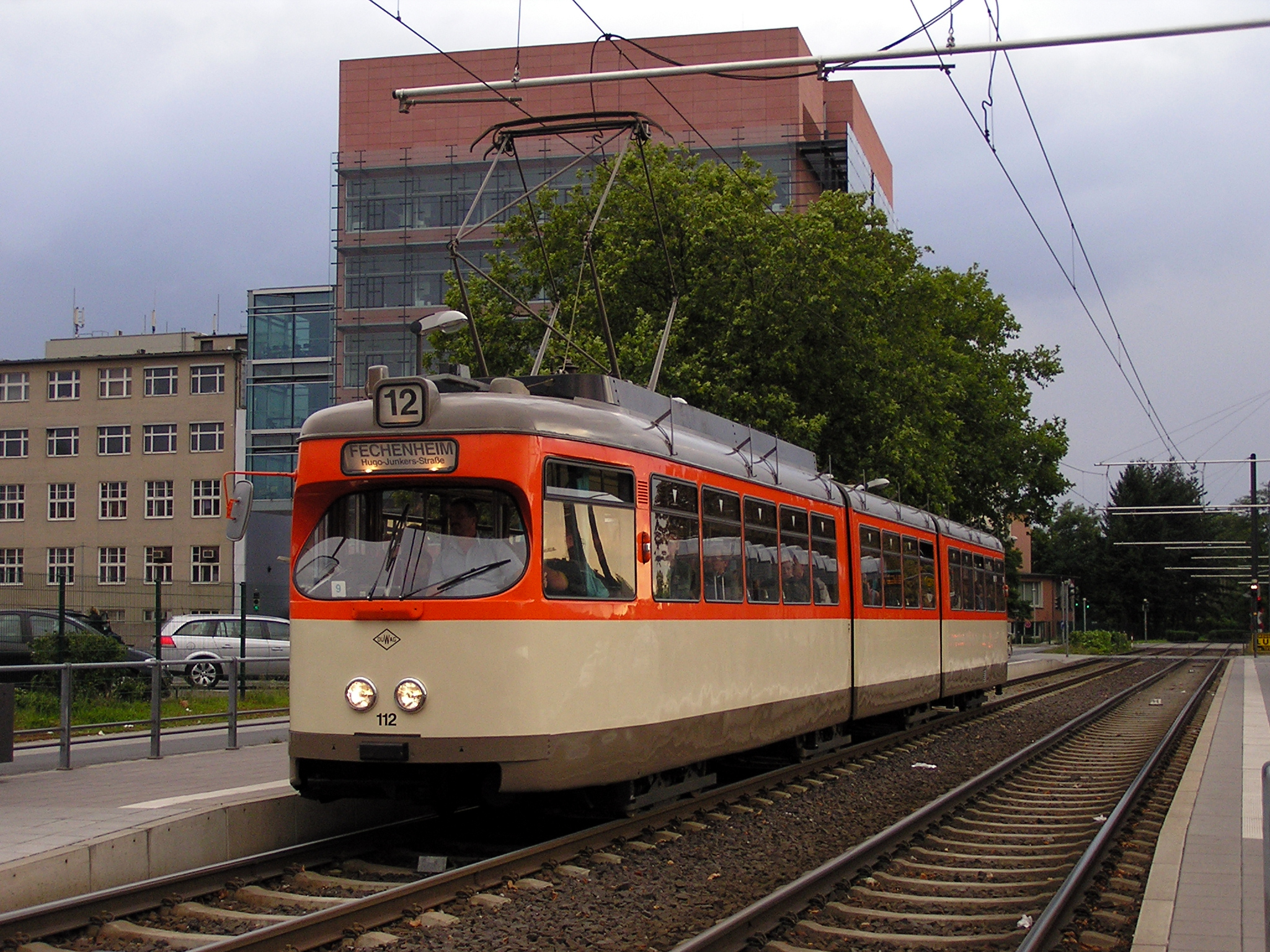
塗装変更後（2008年撮影）
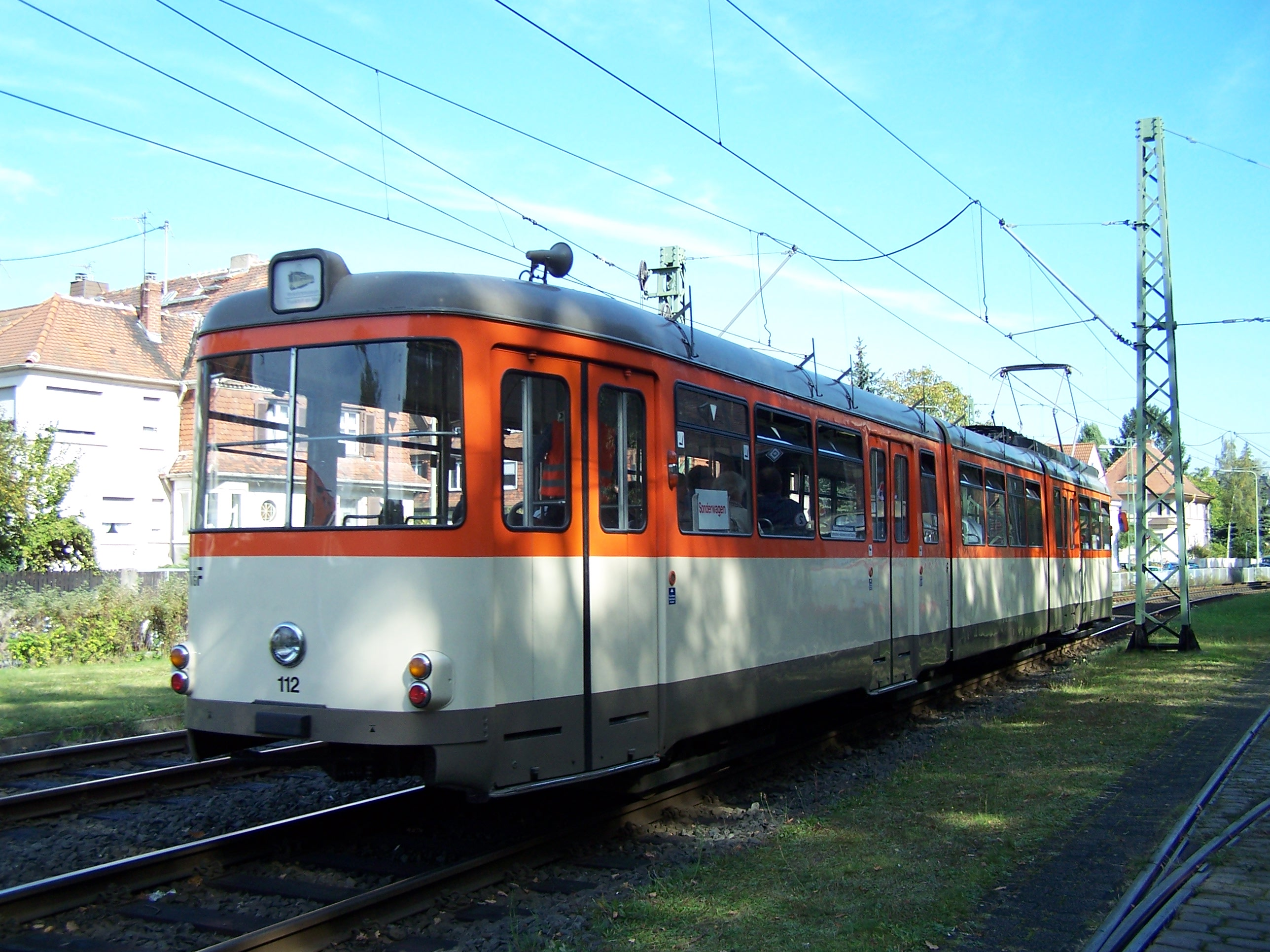
後方（塗装変更後、2007年撮影）

## 譲渡
フランクフルト市電で廃車となったN形のうち、一部車両は以下のドイツ国外の路面電車路線への譲渡が実施されたが、老朽化、超低床電車への置き換え、更に路線自体の廃止などの要因で、2021年時点で全車とも営業運転を終了している。
- ポーランド：ポズナン（ポズナン市電） - 15両を譲渡。
- ルーマニア：レシツァ（レシツァ市電） - 7両を譲渡。
- ルーマニア：ティミショアラ（ティミショアラ市電（ルーマニア語版）） - 14両を譲渡。

## 脱線事故
1973年9月1日、7号線で運行していたN形（805）は運転士の操作ミスにより脱線・転覆し、沿線の学校の壁に衝突した。この事故は4人の死者や多数の負傷者を記録したフランクフルト市電における最悪の事故となり、805も中間車体が大きく損傷した。そのため、この車両は1975年の運用復帰に伴い中間車体が撤去されて2車体連接車となり、車両番号も「600」に改めた上で1990年代まで使用された。